# Janikowo (gemeente)
De gemeente Janikowo is een stad- en landgemeente in het Poolse woiwodschap Koejavië-Pommeren, in powiat Inowrocławski.
De zetel van de gemeente is in Janikowo.
Op 30 juni 2004 telde de gemeente 13 670 inwoners.

## Oppervlakte gegevens
In 2002 bedroeg de totale oppervlakte van gemeente Janikowo 92,3 km², waarvan:
- agrarisch gebied: 79%
- bossen: 2%

De gemeente beslaat 7,54% van de totale oppervlakte van de powiat.

## Demografie
Stand op 30 juni 2004:
| Omschrijving                   | Totaal | Totaal | Vrouwen | Vrouwen | Mannen | Mannen |
| ------------------------------ | ------ | ------ | ------- | ------- | ------ | ------ |
| eenheid                        | aantal | %      | aantal  | %       | aantal | %      |
| inwoners                       | 13 670 | 100    | 6958    | 50,9    | 6712   | 49,1   |
| bevolkingsdichtheid (inw./km²) | 148,1  | 148,1  | 75,4    | 75,4    | 72,7   | 72,7   |

In 2002 bedroeg het gemiddelde inkomen per inwoner 1710,89 zł.

## Administratieve plaatsen (sołectwo)
Broniewice, Dobieszewice, Głogówiec, Góry, Kołodziejewo, Kołuda Mała, Kołuda Wielka, Ludzisko, Sielec, Trląg.

## Aangrenzende gemeenten
Dąbrowa, Inowrocław, Mogilno, Pakość, Strzelno